# Philipp Enders
Philipp August Friedrich Wilhelm Enders (* 19. März 1808 in Stadtlengsfeld; † 10. Mai 1878 ebenda) war ein deutscher Arzt und Mitglied der Frankfurter Nationalversammlung sowie Abgeordneter im Landtag von Sachsen-Weimar-Eisenach.

## Leben
Enders wurde 1808 als Sohn eines hessischen Offiziers geboren und studierte nach dem Besuch des Gymnasiums Medizin an den Universitäten in Jena und Würzburg. 1828 wurde er Mitglied der Jenaischen Burschenschaft. 1832 nahm er am Hambacher Fest teil. 1836 wurde er zum Dr. med. promoviert und arbeitete dann als praktischer Arzt in Eisenach und Tiefenort. Von 1838 bis 1854 war er Kammergutsbesitzer in Tiefenort. 1849 wurde er fraktionsloser Abgeordneter der Frankfurter Nationalversammlung für den Wahlbezirk Sachsen/Weimar/Eisenach (Eisenach 2). Von 1853 bis 1878 war er Rittergutsbesitzer in Stadtlengsfeld, wo er seit 1874 als praktischer Arzt arbeitete. 1874 wurde er Mitglied des Weimarer Landtages.